# Llista de fabricants d'instruments astronòmics
Això és una llista dels primers fabricants d'instruments astronòmics, juntament amb la vida i el país de treball, si està disponible.

## A
| Nom                     | Vida                      | País de treball |
| Jàbir ibn Àflah (Geber) | prop del 1100–1150        | Àndalus         |
| Al-Àixraf               | va florir entre 1282–1296 | Iemen           |

## B
| Nom                  | Vida                        | País de treball |
| James Gilbert Baker  | 1914–2005                   | EUA             |
| George Bass          | a principis del segle XVIII | Anglaterra      |
| John Bird            | segle XVIII                 | Anglaterra      |
| Abu-Rayhan al-Biruní | 973–1048                    | Pèrsia          |
| Tycho Brahe          | 1546–1601                   | Dinamarca       |
| John Brashear        | 1840–1920                   | EUA             |

## C
| Nom                     | Vida       | País de treball |
| Giuseppe Campani        | 1635–1715  | Itàlia          |
| Matteo Campani-Alimenis | Segle XVII | Itàlia          |
| Henri Chrétien          | 1879–1956  | França          |
| Alvan Clark             | 1804–1887  | EUA             |
| Alvan Graham Clark      | 1832–1897  | EUA             |
| George Bassett Clark    | 1827–1891  | EUA             |
| Thomas Cooke            | 1807–1868  | Anglaterra      |
| Robert E. Cox           | 1917–1989  | EUA             |

## D
| Nom                  | Vida           | País de treball       |
| John Henry Dallmeyer | 1830–1883      | Anglaterra / Alemanya |
| John Dobson          | nascut el 1915 | EUA                   |
| John Dollond         | 1706–1761      | Anglaterra            |
| Henry Draper         | 1837–1882      | EUA                   |

## E
| Nom | Vida | País de treball |
|     |      |                 |

## F
| Nom        | Vida      | País de treball |
| Henry Fitz | 1808–1863 | EUA             |

## G
| Nom             | Vida      | País de treball |
| Vilem Gajdusek  | 1895–1977 | República Txeca |
| Galileo Galilei | 1564–1642 | Itàlia          |
| James Gregory   | 1638–1675 | Escòcia         |
| Howard Grubb    | 1844–1931 | Irlanda         |

## H
| Nom                        | Vida      | País de treball |
| George Ellery Hale         | 1868-1938 | EUA             |
| Frederick James Hargreaves | 1891–1970 | Anglaterra      |
| William Herschel           | 1738–1822 | Anglaterra      |
| Henry Hindley              | 1701–1771 | Anglaterra      |
| Robert Hooke               | 1635–1703 | Anglaterra      |
| Christiaan Huygens         | 1629–1695 | Països Baixos   |

## I
| Nom                   | Vida      | País de treball |
| Albert Graham Ingalls | 1888–1958 | EUA             |
| Zenbei Iwahashi       | 1756–1811 | Japó            |

## J
| Nom               | Vida                 | País de treball |
| Zacharias Janssen | prop del 1580–c.1638 | Països Baixos   |
| Al-Jazarí         | 1136–1206            | Iraq / Síria    |

## K
| Nom                                         | Vida                 | País de treball |
| Jamxid al-Kaixí                             | prop del 1380–1429   | Pèrsia          |
| Al-Khaziní                                  | flourished 1115–1130 | Persia          |
| Abu-Mahmud al-Khujandí                      | prop del 940–1000    | Pèrsia          |
| Muhàmmad ibn Mussa al-Khwarazmí (Algoritmi) | 780–850              | Iraq            |
| Gottfried Kirch                             | 1639—1710            | Alemanya        |

## L
| Nom                     | Vida                      | País de treball |
| Hans Lippershey         | 1570–1619                 | Països Baixos   |
| Lala Balhumal Lahuri    | prop del 1842             | Índia           |
| Ali Kashmiri ibn Luqman | Va florir entre 1589–1590 | Índia Mongola   |

## M
| Nom             | Vida              | País de treball         |
| Dmitri Maksutov | 1896–1964         | Rússia / Unió Soviètica |
| Jacob Metius    | prop del1575–1628 | Països Baixos           |

## N
| Nom          | Vida      | País de treball |
| Isaac Newton | 1643–1727 | Regne Unit      |

## O
| Nom | Vida | País de treball |
|     |      |                 |

## P
| Nom                    | Vida      | País de treball |
| William Parsons        | 1800–1867 | Irlanda         |
| Francis Gladheim Pease | 1881–1938 | EUA             |
| Richard Scott Perkin   | 1906–1969 | EUA             |
| John M. Pierce         | 1886–1958 | EUA             |

## Q
| Nom | Vida | País de treball |
|     |      |                 |

## R
| Nom                             | Vida      | País de treball         |
| Georg Friedrich von Reichenbach | 1772–1826 | Alemanya                |
| George Willis Ritchey           | 1864–1945 | EUA                     |
| Regiomontanus                   | 1436-1476 | Alemanya/Itàlia/Hongria |
| Jesse Ramsden                   | 1735-1800 | Anglaterra              |

## S
| Nom                            | Vida          | País de treball |
| George N. Saegmuller           | 1847–1934     | EUA             |
| Ibn as-Samh                    | prop del 1020 | Orient Mitjà    |
| Bernhard Schmidt               | 1879–1935     | Alemanya        |
| Ibn al-Shatir                  | 1304–1375     | Síria           |
| James Short                    | 1710–1768     | Anglaterra      |
| James Simms                    | 1828–1915     | Anglaterra      |
| William Simms                  | 1793–1860     | Anglaterra      |
| Abd-ae-Rahman as-Sufí (Azophi) | 903–986       | Pèrsia          |

## T
| Nom                           | Vida                      | País de treball          |
| Sàlih Tahtawí                 | Va florir entre 1659–1660 | Índia Mongola            |
| Taqí-d-Din Muhàmmad ibn Maruf | 1526–1585                 | Síria / Egipte / Turquia |
| Edward Troughton              | 1753–1835                 | Anglaterra               |
| Xàraf-ad-Din at-Tussí         | 1135–1213                 | Iraq                     |

## U
| Nom | Vida | País de treball |
|     |      |                 |

## V
| Nom              | Vida      | País de treball |
| Cornelius Varley | 1781–1873 | Anglaterra      |
| Yrjö Väisälä     | 1891–1971 | Finlàndia       |

## W
| Nom | Vida | País de treball |
|     |      |                 |

## X
| Nom | Vida | País de treball |
|     |      |                 |

## Y
| Nom       | Vida              | País de treball |
| Ibn Yunus | prop del 950–1009 | Egipte          |

## Z
| Nom                                      | Vida               | País de treball     |
| Abraham Zacut                            | prop del 1450–1510 | Castella i Portugal |
| Abu-Ishaq Ibrahim az-Zarqalí (Azarquiel) | 1028–1087          | Àndalus             |